# Rubus collinus
Rubus collinus är en rosväxtart som beskrevs av Dc.. Rubus collinus ingår i släktet rubusar, och familjen rosväxter. Inga underarter finns listade i Catalogue of Life.